# Qatar op de Olympische Zomerspelen 2016
Qatar nam deel aan de Olympische Zomerspelen 2016 in Rio de Janeiro, Brazilië. De selectie van het land bestond uit 38 atleten, actief in tien olympische sporten. Aan twee olympische sporten, het boksen en het volleybal, werd voor het eerst deelgenomen.
Hoogspringer Mutaz Essa Barshim won de eerste zilveren medaille in de olympische geschiedenis van Qatar. Eerder werden alleen twee bronzen medailles gewonnen.

## Medailleoverzicht
| Sport    | Olympiër           | Onderdeel        | Medaille |
| -------- | ------------------ | ---------------- | -------- |
| Atletiek | Mutaz Essa Barshim | hoogspringen (m) | Zilver   |

## Deelnemers
(m) = mannen, (v) = vrouwen, (g) = gemengd

### Atletiek
| Olympiër                 | Discipline         | Resultaat | Prestatie                                                   |
| ------------------------ | ------------------ | --------- | ----------------------------------------------------------- |
| Femi Ogunode             | 100m (m)           | 37e       | serie 1: 5de in 10,28                                       |
| Femi Ogunode             | 200m (m)           | 26e       | serie 1: 4de in 20,36                                       |
| Abdelalelah Haroun       | 400m (m)           | 23e       | serie 5: 2de in 45,76 halve finale 2: 7de in 46,66          |
| Abubaker Haydar Abdalla  | 800m (m)           | 35e       | serie 6: 5de in 1.47,81                                     |
| Abdulrahman Musaeb Balla | 800m (m)           | DNS       | serie 7: DNS                                                |
| Mutaz Essa Barshim       | hoogspringen (m)   | Zilver    | kwalificatie groep A: 1ste met 2,29m finale: 2de met 2,36m  |
| Ahmed Bader Magour       | speerwerpen (m)    | 16e       | kwalificatie groep A: 16de met 77,19m                       |
| Ashraf Amgad Elseify     | kogelslingeren (m) | 5e        | kwalificatie groep A: 4de met 73,47m finale: 5de met 75,46m |
|                          |                    |           |                                                             |
| Dalal Mesfar Al-Harith   | 400m (v)           | 55e       | serie 7: 7de in 1.07,12 (7e)                                |

### Boksen
| Olympiër              | Discipline | Resultaat | Prestatie                            |
| --------------------- | ---------- | --------- | ------------------------------------ |
| Hakan Erşeker         | –60kg (m)  | 17e       | 1ste ronde: V van UZB Tojibaev: 0–3  |
| Thulasi Tharumalingam | –64kg (m)  | 17e       | 1ste ronde: V van MGL Chinzorig: 0–3 |

### Gewichtheffen
| Olympiër      | Discipline | Resultaat | Prestatie                                                   |
| ------------- | ---------- | --------- | ----------------------------------------------------------- |
| Faris Ibrahim | –85kg (m)  | 8e        | trekken: 10de met 158kg stoten: 7de met 203kg totaal: 361kg |

### Handbal
| Olympiër | Onderdeel | Resultaat | Prestatie |
| --- | --------- | --------- | --- |
| Žarko Marković Hassan Mabrouk Marko Bagarić Mustafa Alsaltialkrad Bertrand Roiné Rafael Capote Abdulrazzaq Murad Danijel Šarić Eldar Memišević Bassel Al-Rayes Nasreddine Megdich Goran Stojanović Borja Vidal Kamalaldin Mallash Ameen Zakkar | mannen    | 8e        | groep A: 4de W van Kroatië: 30-23 V van Frankrijk: 20-35 G van Tunesië: 25-25 V van Denemarken: 25-26 W van Argentinië kwartfinale: V van Duitsland: 22-34 |

| № | Land       | Wedstrijden | Wedstrijden | Wedstrijden | Wedstrijden | Doelpunten | Doelpunten | Doelpunten | Punten |
| - | ---------- | ----------- | ----------- | ----------- | ----------- | ---------- | ---------- | ---------- | ------ |
| № | Land       | G           | W           | G           | V           | V          | T          | Saldo      | Punten |
| 1 | Rusland    | 5           | 5           | 0           | 0           | 165        | 147        | +18        | 10     |
| 2 | Frankrijk  | 5           | 4           | 0           | 1           | 118        | 93         | +25        | 8      |
| 3 | Zweden     | 5           | 2           | 1           | 2           | 150        | 141        | +9         | 5      |
| 4 | Nederland  | 5           | 1           | 2           | 2           | 135        | 135        | 0          | 4      |
| 5 | Zuid-Korea | 5           | 1           | 1           | 3           | 130        | 136        | −6         | 3      |
| 6 | Argentinië | 5           | 0           | 0           | 5           | 101        | 147        | −46        | 0      |

| Ronde       | Datum       | Lokale tijd | MEZT           | Plaats         | Land      | Score      | Land  |
| ----------- | ----------- | ----------- | -------------- | -------------- | --------- | ---------- | ----- |
| Groepsfase  |             |             |                |                |           |            |       |
| 7 augustus  | 09:30       | 14:30       | Rio de Janeiro | Kroatië        | 23−30     | Qatar      |       |
| 9 augustus  | 09:30       | 14:30       | Rio de Janeiro | Qatar          | 20−35     | Frankrijk  |       |
| 11 augustus | 09:30       | 14:30       | Rio de Janeiro | Tunesië        | 25−25     | Qatar      |       |
| 13 augustus | 14:40       | 19:40       | Rio de Janeiro | Denemarken     | 26−25     | Qatar      |       |
| 15 augustus | 21:50       | 02:50       | Rio de Janeiro | Qatar          | 22−18     | Argentinië |       |
| Kwartfinale | 17 augustus | 13:30       | 18:30          | Rio de Janeiro | Duitsland | 34−22      | Qatar |

### Judo
| Olympiër      | Discipline | Resultaat | Prestatie                                            |
| ------------- | ---------- | --------- | ---------------------------------------------------- |
| Morad Zemouri | –73kg (m)  | 17e       | 1ste ronde: vrij 2de ronde: V BEL Van Tichelt: ippon |

### Paardensport
| Olympiër                                                                   | Discipline            | Resultaat      | Prestatie |
| Springconcours                                                             | Springconcours        | Springconcours | Springconcours |
| -------------------------------------------------------------------------- | --------------------- | -------------- | --- |
| Hamad Al-Attiyah                                                           | individueel           | DNF            | kwalificatie: niet gefinisht 1ste ronde: 53ste met 8 strafpunten 2de ronde: 39ste met 5 strafpunten 3de ronde: niet gestart |
| Ali Al-Rumaihi                                                             | individueel           | 16e            | kwalificatie: 7de 1ste ronde: 25ste met 1 strafpunt 2de ronde: 22ste met 1 strafpunt 3de ronde: 15de met 2 strafpunten totaal: 4 strafpunten finale: 16de 1ste ronde: 16de met 4 strafpunten 2de ronde: 10de met 1 strafpunt totaal: 5 strafpunten             |
| Sheikh Ali Al-Thani VO                                                     | individueel           | 6e             | kwalificatie: 13de 1ste ronde: 1ste met 0 strafpunten 2de ronde: 28ste met 4 strafpunten 3de ronde: 6de met 1 strafpunt totaal: 5 strafpunten finale: 6de 1ste ronde: 1ste met 0 strafpunten 2de ronde: 1ste met 0 strafpunten jump-off: 6de met 8 strafpunten |
| Bassem Hassan Mohammed                                                     | individueel           | 28e            | kwalificatie: 33ste 1ste ronde: 27ste met 4 strafpunten 2de ronde: 28ste met 4 strafpunten 3de ronde: 24ste met 5 strafpunten totaal: 13 strafpunten finale: 28ste 1ste ronde: 28ste met 8 strafpunten                                                         |
| Hamad Al-Attiyah Ali Al-Rumaihi Sheikh Ali Al-Thani Bassem Hassan Mohammed | springconcours (team) | 9e             | 1ste ronde: 9de met 9 strafpunten |

### Schietsport
| Olympiër           | Discipline | Resultaat | Prestatie                                           |
| ------------------ | ---------- | --------- | --------------------------------------------------- |
| Nasser Al-Attiyah  | skeet (m)  | 31e       | kwalificatie: 31ste met 111 punten (21-22-21-24-23) |
| Rashid Saleh Hamad | skeet (m)  | 32e       | kwalificatie: 32ste met 109 punten (21-21-21-24-22) |

### Tafeltennis
| Olympiër | Discipline    | Resultaat | Prestatie |
| -------- | ------------- | --------- | --- |
| Li Ping  | enkelspel (m) | 17e       | voorronde: vrij 1ste ronde: vtij 2de ronde: W van HUN Pattantyús: 4–0 (13-11, 11-3, 13-11, 11-3) 3de ronde: V van GER Ovtcharov: 3–4 (11-8, 4-11, 9-11, 11-7, 5-11, 11-9, 9-11) |

### Volleybal
| Olympiër                           | Discipline | Resultaat | Prestatie |
| ---------------------------------- | ---------- | --------- | --- |
| Jefferson Pereira Cherif Younousse | beach (m)  | 9e        | groep F: 2de V van USA Gibb/Patterson: 0-2 (16–21, 16–21) W van ESP Gavira/Herrera: 2-1 (13–21, 21–18, 15–12) W van AUT Huber/Seidl: 2-1 (18–21, 21–19, 15–12) 2de ronde: V van RUS Krasilnikov/Semjonov: 0-2 (13–21, 13–21) |

### Zwemmen
| Olympiër         | Discipline           | Resultaat | Prestatie                |
| ---------------- | -------------------- | --------- | ------------------------ |
| Noah Al-Khulaifi | 100m rugslag (m)     | 39e       | serie 1: 7de in 1.07,47  |
|                  |                      |           |                          |
| Nada Arkaji      | 100m vlinderslag (v) | 45e       | serie 1: 5de in 1.18,86) |

Afghanistan · Albanië · Algerije · Amerikaanse Maagdeneilanden · Amerikaans-Samoa · Andorra · Angola · Antigua en Barbuda · Argentinië · Armenië · Aruba · Australië · Azerbeidzjan · Bahama's · Bahrein · Bangladesh · Barbados · België · Belize · Benin · Bermuda · Bhutan · Bolivia · Bosnië en Herzegovina · Botswana · Brazilië · Britse Maagdeneilanden · Brunei · Bulgarije · Burkina Faso · Burundi · Cambodja · Canada · Centraal-Afrikaanse Republiek · Chili · China · Chinees Taipei · Colombia · Comoren · Congo-Brazzaville · Congo-Kinshasa · Cookeilanden · Costa Rica · Cuba · Cyprus · Denemarken · Djibouti · Dominica · Dominicaanse Republiek · Duitsland · Ecuador · Egypte · El Salvador · Equatoriaal-Guinea · Eritrea · Estland · Ethiopië · Fiji · Filipijnen · Finland · Frankrijk · Gabon · Gambia · Georgië · Ghana · Grenada · Griekenland · Groot-Brittannië · Guam · Guatemala · Guinee · Guinee‑Bissau · Guyana · Haïti · Honduras · Hongarije · Hongkong · Ierland · IJsland · India · Indonesië · Irak · Iran · Israël · Italië · Ivoorkust · Jamaica · Japan · Jemen · Jordanië · Kaaimaneilanden · Kaapverdië · Kameroen · Kazachstan · Kenia · Kirgizië · Kiribati · Kosovo · Kroatië · Laos · Lesotho · Letland · Libanon · Liberia · Libië · Liechtenstein · Litouwen · Luxemburg · Macedonië · Madagaskar · Malawi · Malediven · Maleisië · Mali · Malta · Marshalleilanden · Marokko · Mauritanië · Mauritius · Mexico · Micronesië · Moldavië · Monaco · Mongolië · Montenegro · Mozambique · Myanmar · Namibië · Nauru · Nederland · Nepal · Nicaragua · Nieuw-Zeeland · Niger · Nigeria · Noord-Korea · Noorwegen · Oeganda · Oekraïne · Oezbekistan · Oman · Oostenrijk · Oost-Timor · Pakistan · Palau · Palestina · Panama · Papoea-Nieuw-Guinea · Paraguay · Peru · Polen · Portugal · Puerto Rico · Qatar · Roemenië · Rusland · Rwanda · Saint Kitts en Nevis · Saint Lucia · Saint Vincent en Grenadines · Salomonseilanden · Samoa · San Marino · Sao Tomé en Principe · Saoedi-Arabië · Senegal · Servië · Seychellen · Sierra Leone · Singapore · Slovenië · Slowakije · Soedan · Somalië · Spanje · Sri Lanka · Suriname · Swaziland · Syrië · Tadzjikistan · Tanzania · Thailand · Togo · Tonga · Trinidad en Tobago · Tsjaad · Tsjechië · Tunesië · Turkije · Turkmenistan · Tuvalu · Uruguay · Vanuatu · Venezuela · Verenigde Arabische Emiraten · Verenigde Staten · Vietnam · Wit-Rusland · Zambia · Zimbabwe · Zuid-Afrika · Zuid-Korea · Zuid-Soedan · Zweden · Zwitserland
Individuele Olympische Atleten · Olympisch vluchtelingenteam